# Clutch (band)
Clutch is een Amerikaanse rockband uit Frederick, Maryland, oorspronkelijk uit Germantown, Maryland. De vier bandleden ontmoetten elkaar in de middelbare school in Germantown. Ze vinden van zichzelf dat ze een band uit Frederick zijn waar ze elke tournee voorbereiden en waar ze nummers schrijven. Sinds de oprichting in 1991 zijn de volgende muzikanten lid geweest: Neil Fallon (zang, ritmegitaar, keyboards), Tim Sult (hoofdgitaar, achtergrondvocalen), Dan Maines (bas, achtergrondvocalen) en Jean-Paul Gaster (drums en percussie).
Clutch heeft elf studioalbums en verschillende live-albums uitgebracht. Sinds 2008 is de band ondergebracht bij hun eigen platenlabel, Weathermaker.

## Geschiedenis

### Beginjaren tot doorbraak: 1991 – 2003
Clutch (oorspronkelijke naam "Glut Trip") werd opgericht in 1991 door Dan Maines (bas), Jean-Paul Gaster (drums), Tim Sult (gitaar) en Roger Smalls (vocalen) in Germantown, Maryland. Smalls verdween vrij snel en werd vervangen door Neil Fallon, een oude schoolvriend van de andere leden op Seneca Valley Highschool. De band viel vrij snel op doordat ze continu op tournee waren. 
De 12" single "Passive Restraints", op het Earache label, was de eerste commerciële uitgave waardoor ze opvielen bij andere labels. Hun debuut-lp Transnational Speedway League werd uitgebracht in 1993. Het werd twee jaar later opgevolgd door het album Clutch. De band verhuisde naar het grotere label Columbia voor hun album uit 1998 The Elephant Riders. In 1999 volgde een zelf uitgebracht groove-gebaseerd album Jam Room.
Het label Atlantic bracht in 2001 het album Pure Rock Fury uit. Het titelnummer zou hun eerste single zijn die ze van dat album zouden uitbrengen. De programmadirecteur van het radiotation WXQR uit Noord Carolina, Brian Rickman, stelde voor dat het label zou wisselen van single "Careful with that Mic.". Atlantic volgde dit advies en Clutch had een verrassende eerste hitsingle. De opvolgers "Immortal" en "Open Up the Border" werden ook goed ontvangen door de Amerikaanse Rock radiostations. In 2003 brachten ze Live at Googolplex en het speciale album Slow hole to China uit.

### Commerciële en belangrijke successen: 2004 – 2011
Het album Blast Tyrant werd uitgebracht in 2004, hun eerste voor DRT Records. De band had opnieuw meer zendtijd op rockradio. Het werd ook veel gedraaid op tv via Music Choice dankzij de single "The mob goes wild". De bijhorende video werd geproduceerd door Bam Margera en er speelden Margera's medespelers uit Viva La Bam in mee: Ryan Dunn, Brandon DiCamillo en Don Vito. De video werd gefilmd in Rex in West Chester. De uitgebrachte lp Pitchfork & Lost Needles combineerde de 7-inch lp uit 1991 Pitchfork met eerdere, niet uitgebrachte demo's en  vroegere nummers. In 2005 zag de band voor de eerste keer hun samenstelling wijzigen sinds het begin van de jaren 90 door de toevoeging van orgelspeler Mick Schauer. Hij speelde nadien mee op de albums Robot Hive/Exodus (2005) en From Beale Street tot Oblivion. Het laatste album werd geproduceerd door Joe Barresi die ook al gewerkt had voor Kyuss, Melvins, Queens of the Stone Age en Tool.
De eerste live dvd "Full Fathom Five" en de bijhorende cd werd uitgebracht in september 2008 en werd opnieuw geproduceerd/geregisseerd door Agent Ogden. Clutch bracht ook een geremasterde versie uit van Slow Hole to China: Rare and Unreleased op 28 april 2009. Het negende studioalbum Strange Cousins from the West werd op 14 juli 2009 uitgebracht. Nummers van deze plaat werden eerder al gespeeld op vroegere tournees. Een dvd-box met 2 dvd's, Clutch Live at 9:30, werd op 11 mei 2010 uitgebracht door het label van de band, Weathermaker Music. De dvd bevat het volledige optreden van 28 december 2009 in "9:30 club", Washington. In die club speelden ze eerder hun naar zichzelf genoemde lp uit 1995.
Op 10 mei 2011 bracht Clutch hun in 2004 uitgebrachte album opnieuw uit via hun eigen label. De nieuwe versie bevatte een bonus album Basket of eggs waarop zowel niet eerder uitgebracht werk als een akoestische versie van eerdere hits stonden. In de eerste week van de release verkocht Blast Tyrant 3000 keer nationaal, waarmee ze op nummer 26 van de Billboard Hard Rock Top 100 kwamen te staan. Dit gebeurde meer dan zeven jaar nadat het originele album debuteerde op nummer 15.

### Recent werk: 2012 – heden
Op 10 juni 2012 bracht de band een nieuwe single uit op iTunes "Pigtown Blues" gekoppeld aan een akoestische versie van "Motherless Child". Dit laatste kwam uit "Strange Cousins from the West".
Op 16 maart 2013 bracht Clutch hun tiende album Earth Rocker uit. Deze kwam in de Bilboard Top 200 binnen op nummer 15, hun hoogste notering tot op vandaag. Het zou vijf weken in de lijst blijven staan. Het album bereikte ook nummer 4 op de iTunes album Top 100 en was nummer 1 in hun lijst met Rock albums. Metalhammer Magazine (GB) gaf voor Earth Rocker de prijs van "Album van het jaar 2013". Het werd ook zeer hoog ingeschat door een aantal rock/metal-magazines en websites en in top 10 lijsten.
In een interview van 7 januari 2015 met 88 Miles West vertelde Fallon dat de band naar Dripping Springs in Texas ging om hun nieuw elfde album op te nemen. Fallon zei dat ze daar naartoe gingen omdat Record Producer Machine ook verhuisde. Met die laatste hadden ze al gewerkt op Blast Tyrant en Earth Rocker en zij openden er nu hun nieuwe studio. Hij zei in dat interview dat het album tegen ongeveer september, met misschien een paar maanden verschil, zou uitkomen.
Hun elfde album Psychic Warfare werd op 2 oktober 2015 uitgebracht. Fallon zei dat ze beïnvloed werd door de Scifi-schrijver Philip K. Dick. "Zijn algemene instelling en vragen zijn altijd in mijn teksten gekropen omdat ik er interesse in heb", voegde hij toe. "Op Earth Rocker stond 'Crucial velocity' en dat was voor mij alvast een Philip Dick nummer. Op deze cd is dat zeker X-Ray Visions". Gaster stelde dat het werk verschillender was dan ooit tevoren.

### Andere projecten
In de late jaren 90 richtten Clutch en hun tweeling-project "The Bakerton Group" (een instrumentale jamband, bestaande uit alle vier de leden van Clutch, een onafhankelijke platenlabel op. Dit werd River Road Records om hun eigen muziek uit te kunnen brengen. River Road Records brengt geen werk uit van andere artiesten. The Bakerton Group bracht een ep uit met drie nummers "Space Guitars". Ze brachten ook twee volledige albums The Bakerton Group en El Rojo uit. Clutch/The Bakerton Group runt nu hun eigen platenlabel dat Weathermaker Music heet.
Leden van Clutch komen ook voor in andere muzikale projecten. 
- Drummer Jan-Paul Gaster kwam voor op het album The Mystery Spot van de blues-rock band Five Horse Johnson. Het album kwam uit op 23 mei 2006 via Small Stone rEcords.
- In 2007 werkte Gaster samen met de toetsenist Per Wiberg van Opeth en gitarist Thomas Andersson in een band King Hobo. Zij brachten tot nu toe een album uit.
- Gaster verscheen ook op het album "Punctuated Equilibrium" van Scott 'Wno' Weinrich. Dit werd via Southern Lord Records uitgebracht in 2009.
- Gitarist Tim Sult vormde in 2012 een zijproject Deep Swell met drummer Jesse Schultzaberger en bassist Logan Kilmer van de band The Woodshedders en met zanger Briena Pearl. In oktober 2013 kwam het album Lore of the Angler uit op Weathermaker Music.
- Sult speelde ook in de reggae-rockband Lionize.
- Neil Fallon zong als gast op:
  - het nummer "Joey" op het album Shameless van Therapy?;
  - "Two Coins for Eyes" en  "Empire's End" op het album Beyond Colossal van Swedish stoner rock band Dozer in 2008;
  - "Crazy Horses" (een cover van een song van The Osmonds) van Throat;
  - "Slippin' Out" van Never Got Caught;
  - "Mummies Wrapped in Money" van Lionize;
  - "Fearless Force" van de oude New Yorkse Hardcore band "The Mob";
  - "Blood and Thunder" van Mastodon op hun album Leviathan uit 2004;
  - "New Trip" op “Seed of Decade” van Sixty Watt Shaman;
  - "Transistors Of Mercy" van Polkadot Cadaver;
  - "Ayatollah of Rock 'n' Rolla" on Savages van Soulfly;
  - "Everything Is Not Going To Be OK" van Black Cloud;
  - "Clear Light Of..." van Hark.
  - "Die to Live" van Volbeat.

- Fallon is ook de zanger van The Company Band en van Dunsmuir, een samenwerking met de vroegere drummer van Black Sabbath en Heaven and Hell, Vinny Appice.

## Leden
- Neil Fallon – zang, ritmegitaar, harmonica, keyboards, percussie
- Tim Sult – hoofdgitaar
- Dan Maines – basgitaar
- Jean-Paul Gaster – drums en percussie

Oud-leden
- Mick Schauer - keyboards (2005–2008)

## Discografie

### Studioalbums
- Transnational Speedway League (1993)
- Clutch (1995)
- The Elephant Riders (1998)
- Jam Room (1999)
- Pure Rock Fury (2001)
- Blast Tyrant (2004)
- Pitchfork & Lost Needles (2005)
- Robot Hive/Exodus (2005)
- From Beale Street to Oblivion (2007)
- Strange Cousins from the West (2009)
- Earth Rocker (2013)
- Psychic Warfare (2015)
- Book of Bad Decisions (2018)
- Sunrise on Slaughter Beach (2022)